# ويليام بروستر
ويليام بروستر (بالإنجليزية: William Brewster (Mayflower passenger))‏ (و. 1566 – 1644 م) هو داعية من المملكة المتحدة .